# 엘더스크롤의 종족
엘더스크롤 시리즈에는 다양한 판타지 종족들이 등장하며, 그 중 열 개의 종족이 플레이 가능하다.

## 플레이 가능 종족

### 인간 계통

#### 브레튼
브레튼(Breton)은 엘프의 피가 약간 섞인 인간 종족이다. 시리즈 제2편인 《대거폴》의 배경인 하이락 지방이 그들의 고향이다.

#### 임페리얼
임페리얼(Imperial)은 시로딜 지방의 원주민이다. 임페리얼은 외교와 교역에 능하며, 탐리엘 대륙 대부분을 그들의 제국의 깃발 아래 통합시켰던 바 있다.

#### 노르드
노르드(Nord)는 시리즈 제5편 《스카이림》의 배경인 탐리엘 대륙 북부 지방인 스카이림의 원주민이다. 이들은 사납고 강인하며 열광적인 전사들로, 탐리엘 전역에 걸쳐 군인 및 용병으로 이름을 떨쳤다.

#### 레드가드
레드가드(Redguard)는 탐리엘 대륙 서부 해머펠 지방의 원주민이다. 그들의 외모는 흑인 또는 아랍인을 닮았다.

### 엘프 계통

#### 알트머
알트머(Altmer) 또는 하이 엘프(High Elves)는 서머셋 섬에 거주하는 종족이다. 그들은 다른 종족들보다 키가 크고, 피부색은 황금색이다. 자신들이 가장 문명화된 종족이라는 선민사상이 심하며, 탈모어라는 당파를 이루어 다른 세력들과 적대하고 있다.

#### 보스머
보스머(Bosmer) 또는 우드 엘프(Wood Elves)는 발렌우드 지방에 거주하는 종족이다. 신장이 가장 작은 종족이며, 도둑 및 궁술로 이름을 날렸다.

#### 던머
던머(Dunmer) 또는 다크 엘프(Dark Elves)는 모로윈드 지방에 거주하는 종족이다. 알드머들 중 일부가 데이드라를 숭배하며 갈라져 나온 카이머(Chimer)가 그들의 조상이다. 데이드릭 프린스 아주라의 저주를 받아 회색 피부에 붉은 눈이 되었다.
던머의 주 거주지인 모로윈드는 거대 화산인 레드마운틴이 있고, 거기서 분출된 화산재로 뒤덮인 몹쓸 곳이다. 게임 제4부 《오블리비언》과 제5부 《스카이림》 사이에 레드마운틴이 분화했으며, 이로 인해 제3부 《모로윈드》의 배경이었던 바덴펠 섬이 파괴되었다. 모로윈드는 탐리엘 대륙에서 노예제가 합법인 마지막 지역이다.

#### 오시머
오시머(Orsimer) 또는 오크(Orc)는 알드머들 중 트리니막 신을 섬긴 족속들의 후예이다. 오시머들은 해머펠의 선주민족이었으나, 레드가드들에 의해 쫓겨났다. 현재는 브레튼족의 하이락 지역 근처에 있는 산악지대에 오시니움이라는 소왕국을 세우고 잔존 중이다. 오시머는 녹색 피부에 입 밖으로 튀어나온 아랫송곳니가 특징적이다. 오시머들은 제련으로 유명하다.
오시니움 외부의 오시머들은 대부분 다른 종족들의 문명 세계에 섞여들지 않고 자기들의 오크 스트롱홀드를 지어 폐쇄적인 생활을 하고 있다.

### 수인 계통

#### 아르고니안
아르고니안(Argonian)은 파충류 종족이다. 그들은 지적이며 재빠르고 민첩하여, 게임에서는 마법사나 도둑으로 키우기 수월하다. 아르고니안들은 주로 척박한 늪지대인 블랙마쉬에 거주한다. 그들은 물 속에서 숨을 쉴 수 있으며, 독과 질병에 면역을 가지고 있다.

#### 카짓
카짓(Khajiit)은 고양이과 종족이며, 그들의 고향은 엘스웨어이다. 그들은 변화와 모험을 즐기며, 은신 기술이 뛰어나 도둑 또는 암살자로 키우기 적당하다. 많은 카짓들이 고향 엘스웨어에서 나는 문슈거를 원료로 한 마약 스쿠마를 거래하고 있다. 카짓은 다른 종족들에게 차별을 받고 있으며, 종종 도시 안으로 들어가지 못하고 성문 밖에서 좌판을 벌리는 카짓 상인들을 볼 수 있다.

## 플레이 불가능 종족

### 알드머
알드머(Aldmer) 모든 엘프들의 조상격인 종족. 알드메리스(Aldmeris) 대륙에 살았던 엘프들이다. 이들은 탐리엘 곳곳에 정착하여 각각의 엘프 종족으로 분화되었다. 알트머가 알드머에 가장 가깝다.

### 에일리드
에일리드(Ayleids) 또는 와일드 엘프 혹은 하트랜드 하이엘프 로도 알려져있다. 시로딜 지방을 비롯한 주변 지역에서 발견되는 많은 아일레이드유적과 제국의 상징인 화이트 골드 타워 또한 에일리드들의 작품이다.

### 마오머
마오머(Maormer) 또는 바다 엘프(Sea Elf) 혹은 열대 엘프(Tropical Elf)로도 알려져있다. 피안도네아(Pyandonea)에 살고 있으며 바다뱀을 길들이는 마법을 사용할 수 있다고도 한다.
탐리엘 종족들을 내륙인(Ground-Walker)라 부른다.

### 드웨머
드웨머(Dwemer) 또는 지저 엘프(Deep Elves)는 다른 매체의 드워프에 해당하는 종족이다. 연금술과 기계공학에 뛰어났으며, 곳곳에서 드웨머 유적지들을 찾을 수 있다. 현재는 불명의 이유로 전부 없어진 상태이다.

### 팔머
팔머(Falmer) 또는 눈 엘프(Snow Elves)는 스카이림 지방에 살던 엘프들로, 노르드들에게 패배해 거의 멸종에 이르렀다. 현재 팔머들은 각지의 드웨머 지하유적 속에 숨어 살고 있으며, 퇴화를 거듭해 짐승으로 취급되고 있다.

### 도바
도바(Dovah) 또는 드래곤(Dragon)은 날개 달린 거대한 파충류 종족으로, 지적인 종족 중 가장 오래된 종족으로 생각된다. 드래곤은 매우 고등한 지능을 가지고 있으나, 다른 모든 생명체에게 강한 적대감을 가지고 있다. 그들은 용언(Thu'um)이라고 불리는 고대의 언어로 대화하며, 그 언어를 외치는 포효(Shout)로 강력한 공격을 할 수 있다. 게임 제5부 《스카이림》에서는 최초의 용 알두인이 마지막에 퇴치해야 하는 최후 악역으로 등장한다.

### 자이언트
자이언트(Giant)는 탐리엘 대륙 북부에서 발견되는 거대한 종족이다. 그들은 덩치가 크고 수염이 덥수룩한 근육질의 인간 남성을 닮았다. 자이언트의 문명은 매우 단순하여, 매머드를 방목하고 매머드 치즈와 고기를 수확하면서 살아간다. 자이언트는 플레이어를 먼저 공격하지는 않으나, 그들의 매머드를 공격하거나 거주지를 침입했을 경우에는 공격해온다.

### 고블린
고블린(Goblin)은 탐리엘 대륙 곳곳에서 발견되는 자그마한 종족이다. 피부색은 녹색, 회색, 파란색이며, 동굴 속에 주로 거주한다. 스카이림 지방에는 고블린이 거주하지 않는다.

## 변신 종족

### 라이칸스로프
라이칸스로프(Lycanthrope)는 짐승으로 변신할 수 있는 자들을 가리키는 포괄적 용어이다. 그들은 게임 제2부 《대거폴》과 제5부 《스카이림》에 등장한다. 게임에서 볼 수 있는 라이칸스로프는 늑대인간(Werewolf)과 곰인간(Werebear)이 있으며, 《스카이림》에서는 플레이어도 늑대인간이 될 수 있다. 라이칸스로프들은 죽고 나서 그 영혼이 데이드릭 프린스 히르신에게 끌려간다고 한다.

### 뱀파이어
뱀파이어(Vampire)는 Sanguinare Vampiris나 Porphyric Hemophilia 등의 질병에 감염된 흡혈귀이다. 고등한 흡혈귀로 뱀파이어 로드(Vampire Lord)가 있으며, 이들은 데이드릭 프린스 몰라그 발을 섬긴다.

## 신족, 초월자

### 에이드라
에이드라(Aedra)는 나인 디바인(Nine Divine)으로 대표되는 아홉 신이 가장 잘 알려져 있다.
주신 아카토쉬는 시간의 신이며, 드래곤의 모습을 하고 있다. 그 외에 에이드라로는 마라, 디벨라, 스텐다르, 키나레스, 아케이, 쥴리아노스, 제니타르가 있으며, 사실 인간이지만 신으로 추앙받는 탈로스가 추가되어 모두 아홉 명이다.

### 데이드라
데이드라(Daedra)는 오블리비언 차원에 거주하는 존재들이다. 그들 중 특히 강대한 신적 존재들을 데이드릭 프린스(Daedric Prince)라고 한다. 에이드라의 숭배자들은 데이드라들을 "악"이라고 부르지만, 그 선악 관계는 명확히 나누어지는 것이 아니다. 총 17명의 데이드릭 프린스가 알려져 있으며, 오블리비언 차원에서 각각의 세계를 다스리고 있다. 어느 데이드릭 프린스가 다스리는 세계에서는, 모든 것이 그 프린스의 의지대로 된다.
17명의 데이드릭 프린스는 다음과 같다. 아주라, 보에디아, 클라비쿠스 바일, 헤르메우스 모라, 히르신, 지갈랙, 말라카스, 메이룬스 데이건, 메팔라, 메리디아, 몰라그 발, 나미라, 녹터널, 페라이트, 생귄, 쉐오고라스, 배르미나.